# Vadmyra Futsal 2012-2013
Questa voce raccoglie le informazioni riguardanti il Vadmyra Futsal nelle competizioni ufficiali della stagione 2012-2013.

## Stagione
Il Vadmyra ha chiuso il campionato al 10º posto finale, retrocedendo pertanto in 1. divisjon. L'avventura nella Futsal Cup è terminata invece con la sconfitta in finale subita contro il Solør.

## Rosa
| N° | Naz.                | Ruolo | Sportivo                | Anno     |  |  |
| -- | ------------------- | ----- | ----------------------- | -------- |  |  |
|    | Norvegia (bandiera) | POR   | Aleksander Amarasingham | 27.09.88 |  |  |
|    | Norvegia (bandiera) | DIF   | Jahn-Ove Wiik           | 20.05.82 |  |  |
|    | Norvegia (bandiera) | UNI   | Sivert Lund             | 28.01.87 |  |  |
|    | Norvegia (bandiera) | UNI   | Harald Haltvik          | 27.12.87 |  |  |
|    | Norvegia (bandiera) | PIV   | Tommy Gaustad           | 18.04.90 |  |  |
|    | Norvegia (bandiera) | PIV   | Stig Hopsdal            | 21.01.87 |  |  |
|    | Norvegia (bandiera) | PIV   | Kristoffer Stephensen   | 01.06.91 |  |  |
|    | Norvegia (bandiera) |       | Christian Braathen      |          |  |  |
|    | Norvegia (bandiera) |       | Frederic Doksæter Falck |          |  |  |
|    | Norvegia (bandiera) |       | Gøran Gaustad           |          |  |  |
|    | Norvegia (bandiera) |       | André Haaland           | 14.06.84 |  |  |
|    | Norvegia (bandiera) |       | Ruben Haakonsen         |          |  |  |
|    | Norvegia (bandiera) |       | Mads Kvamme             |          |  |  |
|    | Norvegia (bandiera) |       | Jonas Moen Rye          | 14.09.90 |  |  |
|    | Norvegia (bandiera) |       | Håkon Moldeklev         |          |  |  |
|    | Norvegia (bandiera) |       | Oliver Pedersen Preston |          |  |  |
|    | Norvegia (bandiera) |       | Sigve Rørstad           |          |  |  |
|    | Norvegia (bandiera) |       | Daniel Skogvang         |          |  |  |
|    | Norvegia (bandiera) |       | Eirik Spord             |          |  |  |
|    | Norvegia (bandiera) |       | Mats Wedervang          |          |  |  |

## Risultati

### Eliteserie

#### Girone di andata
| Oslo 3 novembre 2012, ore 13:45 1ª giornata | Solør     | 4 – 4 referto | Vadmyra | KFUM-Hallen\| Arbitro: \| Myklebust \| |
| Arbitro:                                    | Myklebust |               |         |                                        |

| Oslo 4 novembre 2012, ore 11:00 2ª giornata | Nidaros  | 5 – 2 referto | Vadmyra | KFUM-Hallen\| Arbitro: \| Sandberg \| |
| Arbitro:                                    | Sandberg |               |         |                                       |

| Stjørdal 5 gennaio 2013, ore 20:45 3ª giornata | Vegakameratene | 2 – 2 referto | Vadmyra | Stjørdalshallen\| Arbitro: \| Tvedt \| |
| Arbitro:                                       | Tvedt          |               |         |                                        |

| Larvik 1º dicembre 2012, ore 13:45 4ª giornata | Nesjar          | 7 – 3 referto | Vadmyra | Arena Larvik\| Arbitro: \| Kiil Andreassen \| |
| Arbitro:                                       | Kiil Andreassen |               |         |                                               |

| Larvik 2 dicembre 2012, ore 12:45 5ª giornata | Vadmyra  | 7 – 8 referto | Kongsvinger | Arena Larvik\| Arbitro: \| Pedersen \| |
| Arbitro:                                      | Pedersen |               |             |                                        |

| Bergen 15 dicembre 2012, ore 12:00 6ª giornata | Vadmyra  | 1 – 3 referto | KFUM Oslo | Vadmyrahallen\| Arbitro: \| Pedersen \| |
| Arbitro:                                       | Pedersen |               |           |                                         |

| Larvik 16 dicembre 2012, ore 12:00 7ª giornata | Vadmyra | 10 – 1 referto | Horten | Arena Larvik\| Arbitro: \| Tvedt \| |
| Arbitro:                                       | Tvedt   |                |        |                                     |

| Stjørdal 5 gennaio 2013, ore 13:45 8ª giornata | Vadmyra | 2 – 3 referto | Grorud | Stjørdalshallen\| Arbitro: \| Krokdal \| |
| Arbitro:                                       | Krokdal |               |        |                                          |

| Stjørdal 6 gennaio 2013, ore 14:30 9ª giornata | Vadmyra | 5 – 8 referto | Tiller | Stjørdalshallen\| Arbitro: \| Tvedt \| |
| Arbitro:                                       | Tvedt   |               |        |                                        |

#### Girone di ritorno
| Fyllingsdalen 2 febbraio 2013, ore 12:00 10ª giornata | Vadmyra | 2 – 4 referto | Solør | Framohallen A\| Arbitro: \| Iversen \| |
| Arbitro:                                              | Iversen |               |       |                                        |

| Fyllingsdalen 3 febbraio 2013, ore 14:30 11ª giornata | Vadmyra   | 1 – 7 referto | Nidaros | Framohallen A\| Arbitro: \| Myklebust \| |
| Arbitro:                                              | Myklebust |               |         |                                          |

| Fyllingsdalen 2 febbraio 2013, ore 14:30 12ª giornata | Vadmyra | 0 – 5 referto | Vegakameratene | Framohallen A\| Arbitro: \| Iversen \| |
| Arbitro:                                              | Iversen |               |                |                                        |

| Oslo 16 febbraio 2013, ore 13:45 13ª giornata | Vadmyra  | 6 – 5 referto | Nesjar | KFUM-Hallen\| Arbitro: \| Pedersen \| |
| Arbitro:                                      | Pedersen |               |        |                                       |

| Oslo 17 febbraio 2013, ore 16:15 14ª giornata | Kongsvinger | 6 – 4 referto | Vadmyra | KFUM-Hallen\| Arbitro: \| Ølmheim \| |
| Arbitro:                                      | Ølmheim     |               |         |                                      |

| Helgeroa 3 marzo 2013, ore 12:30 15ª giornata | KFUM Oslo | 3 – 3 referto | Vadmyra | Nesjarhallen\| Arbitro: \| Eidhammer \| |
| Arbitro:                                      | Eidhammer |               |         |                                         |

| Helgeroa 3 marzo 2013, ore 16:00 16ª giornata | Horten  | 10 – 6 referto | Vadmyra | Nesjarhallen\| Arbitro: \| Hanssen \| |
| Arbitro:                                      | Hanssen |                |         |                                       |

| Stjørdal 16 marzo 2013, ore 13:45 17ª giornata | Grorud       | 4 – 10 referto | Vadmyra | Stjørdalshallen\| Arbitro: \| Solum Lystad \| |
| Arbitro:                                       | Solum Lystad |                |         |                                               |

| Stjørdal 17 marzo 2013, ore 16:15 18ª giornata | Tiller       | 6 – 3 referto | Vadmyra | Stjørdalshallen A\| Arbitro: \| Solum Lystad \| |
| Arbitro:                                       | Solum Lystad |               |         |                                                 |

### Futsal Cup
| Oslo 19 gennaio 2013, ore 16:15 Quarti di finale | Lier    | 5 – 7 referto | Vadmyra | KFUM-Hallen\| Arbitro: \| Iversen \| |
| Arbitro:                                         | Iversen |               |         |                                      |

| Oslo 19 gennaio 2013, ore 19:45 Quarti di finale | Vadmyra | 3 – 1 referto | Nordpolen | KFUM-Hallen\| Arbitro: \| Iversen \| |
| Arbitro:                                         | Iversen |               |           |                                      |

| Oslo 20 gennaio 2013, ore 15:00 Finale | Solør        | 7 – 6 referto | Vadmyra | KFUM-Hallen\| Arbitro: \| Rafiq (Oslo) \| |
| Arbitro:                               | Rafiq (Oslo) |               |         |                                           |